# Ma vie pour l'Irlande

Ma vie pour l'Irlande (Mein Leben für Irland) est un film allemand de propagande de l'époque du Troisième Reich, réalisé par Max W. Kimmich en 1941.

## Synopsis
En 1903, le nationaliste irlandais Michael O'Brien est capturé à Dublin après avoir commis un attentat sur des policiers britanniques ; il est condamné à mort. Pendant sa détention, sa fiancée, Maeve, enceinte, lui rend visite et l'épouse en secret. Michael remet ensuite à sa femme une croix d'argent portée par les meilleurs combattants pour la liberté de l'Irlande. Sur la croix, les mots « Ma vie » et « Irlande » sont gravés.
Dix-huit ans plus tard, en 1921, son fils Michael Jr. doit passer son baccalauréat. Pour être le fils d'un nationaliste irlandais, il a été forcé à suivre une éducation britannique. De cette façon le gouvernement du Royaume-Uni voulait rééduquer ce genre de « mauvais » Irlandais.

## Sources
- (en) Cet article est partiellement ou en totalité issu de l’article de Wikipédia en anglais intitulé « My Life for Ireland » (voir la liste des auteurs).